# Delia (Italië)
Delia is een gemeente in de Italiaanse provincie Caltanissetta (regio Sicilië) en telt 4486 inwoners (31-12-2004). De oppervlakte bedraagt 12,3 km², de bevolkingsdichtheid is 365 inwoners per km².

## Demografie
Delia telt ongeveer 1635 huishoudens. Het aantal inwoners daalde in de periode 1991-2001 met 4,1% volgens cijfers uit de tienjaarlijkse volkstellingen van ISTAT.
| Jaar | Inwoneraantal |
| ---- | ------------- |
| 1991 | 4537          |
| 2001 | 4350          |

## Geografie
De gemeente ligt op ongeveer 420 m boven zeeniveau.
Delia grenst aan de volgende gemeenten: Caltanissetta, Canicattì (AG), Naro (AG).